# Agua Zarca, Huasca de Ocampo
Agua Zarca är en ort i Mexiko.   Den ligger i kommunen Huasca de Ocampo och delstaten Hidalgo, i den sydöstra delen av landet, 100 km nordost om huvudstaden Mexico City. Agua Zarca ligger 2 194 meter över havet och antalet invånare är 285.
Terrängen runt Agua Zarca är lite bergig. Runt Agua Zarca är det ganska tätbefolkat, med 75 invånare per kvadratkilometer. Närmaste större samhälle är Tulancingo, 19,2 km sydost om Agua Zarca. Omgivningarna runt Agua Zarca är en mosaik av jordbruksmark och naturlig växtlighet.